# نیوالدو رودریگز فریرا
نیوالدو رودریگز فریرا (به پرتغالی: Nivaldo Rodrigues Ferreira) هافبک اهل برزیل است 
نیوالدو رودریگز فریرا در تیم‌های فوتبال Alecrim سابقهٔ حضور دارد.